# セルゲイ・アジジアン
- セルゲイ・アジジャン

セルゲイ・アジジアン（アルメニア語: Սերգեյ Ազիզյան; ラテン文字表記例：Serguei Azizian, 1957年 - 2018年）は、アルメニア出身のヴァイオリン奏者。
エレバンの出身。レニングラード音楽院でズゼ・サルキシアンの薫陶を受け、13歳でレニングラード・フィルハーモニー管弦楽団の団員となる。1990年から母校の講師となるが、1993年にスウェーデンに移住し、コペンハーゲン・フィルハーモニー管弦楽団のコンサートマスターに就任。2001年からデンマーク音楽アカデミーの教授となり、2011年には演奏活動から退いて教授活動に専念していた。
コペンハーゲンにて死去。